# Viktor (wrestler)
Viktor, pseudonimo di Eric Thompson (Calgary, 4 dicembre 1980), è un wrestler canadese.
È stato sotto contratto con la WWE, dove faceva parte degli Ascension assieme a Konnor. In precedenza ha lottato nel territorio di sviluppo di NXT, dove ha vinto una volta l'NXT Tag Team Championship con Konnor, e il loro regno di 364 giorni è il più lungo nella storia del titolo.

## Carriera

### Stampede Wrestling
Thompson inizia ad allenarsi nell'Hart Dungeon sotto la guida di Bruce Hart e Ross Hart. Si è allenato anche con Tokyo Joe. Nel 2001, fa il suo debutto nella Stampede Wrestling come Bishop per poi cambiare nome poco dopo in Apocalypse. Riesce a vincere il North American Heavyweight Championship e l'International Tag Team Championship per due volte con Dave Swift.
Nel 2003 partecipa ad un tour della New Japan Pro-Wrestling combattendo con il nome "The Shadow" e nel 2005 ad uno per la All-Star Wrestling.

### Ohio Valley Wrestling (2008-2011)
Nel 2008, passa alla Ohio Valley Wrestling dove assume il nome di APOC e vince l'OVW Southern Tag Team Championship con Vaughn Lilas. Perde il titolo a metà ottobre contro Scott Cardinal e Dirty Money. Nel 2009, vince per due volte l'OVW Heavyweight Championship, massimo alloro della federazione.

### WWE

#### Federazioni di sviluppo (2011–2012)
Nel febbraio 2011, APOC firma un contratto di sviluppo con la WWE e viene mandato in FCW, dove assume il nome di Rick Victor. Debutta in un dark match il 7 aprile 2011, perdendo contro Derrick Bateman. Il debutto televisivo avviene invece il 14 aprile, sconfiggendo Mike Dalton. Il 30 giugno, prova a conquistare l'FCW 15 Championship ma viene sconfitto da Seth Rollins.
Il 16 giugno 2012, sconfigge Seth Rollins e conquista l'FCW Florida Heavyweight Championship, salvo perderlo subito dopo contro Bo Dallas. Dopo aver riconquistato il titolo il 13 luglio, lo perde nuovamente dopo soli sette giorni contro Richie Steamboat.
Il 28 luglio, in coppia con Brad Maddox, vince anche gli FCW Florida Tag Team Championship sconfiggendo Leakee e Mike Dalton. Dall'agosto 2012, la FCW chiude e tutti i talenti vengono spostati ad NXT.

#### NXT(2012–2014)
Il 6 giugno 2012 gli Ascension fanno il loro debutto a NXT sconfiggendo Mike Dalton e CJ Parker. In seguito intraprenderanno una faida contro gli Usos, vincendo la maggior parte dei match, e il 3 ottobre batteranno il tag team del main roster formato da Tyson Kidd e Justin Gabriel. La coppia verrà tuttavia sciolta quando Cameron venne rilasciato dalla WWE il 30 novembre dopo essere stato arrestato.
O'Brian comincerà quindi a competere come wrestler singolo e il 5 giugno 2013, dopo la sua vittoria su Alex Riley, Rick Victor appare sulla rampa attirando la sua attenzione. Il 2 ottobre la coppia vincerà i titoli di coppia NXT battendo Adrian Neville e Corey Graves e l'8 novembre cambieranno nomi (O'Brian diventa Konnor, Victor Viktor).
Gli Ascension manterranno il titolo per quasi un anno, quando verranno sconfitti a NXT Takeover dai Lucha Dragons (Kalisto e Sin Cara).

#### Main roster (2014–2016)
Gli Ascension hanno fatto il loro debutto ufficiale nel main roster il 29 dicembre 2014 a SmackDown battendo The Miz e Damien Mizdow dopo che nelle settimane precedenti erano stati mostrati video di due scimmie ballerine. Tuttavia, nonostante i promo iniziali, per tutto il 2015 hanno combattuto molto poco, venendo ben presto relegati al ruolo di jobber. L'unico avvenimento degno di nota è stato il 31 maggio 2015, quando gli Ascension hanno partecipato all'Elimination Chamber dell'omonimo pay-per-view con in palio il WWE Tag Team Championship che comprendeva anche i campioni del New Day (Big E, Kofi Kingston e Xavier Woods), i Lucha Dragons (Kalisto e Sin Cara), Tyson Kidd e Cesaro, i Prime Time Players (Darren Young e Titus O'Neil), e i Los Matadores (Diego e Fernando); gli Ascension sono stati eliminati dai Prime Time Players mentre il New Day ha mantenuto i titoli. Nel 2016 gli Ascension hanno preso parte all'annuale André the Giant Memorial Battle Royal svoltasi il 3 aprile 2016 a WrestleMania 32 dove gli Ascension sono stati eliminati da Diamond Dallas Page. Nella puntata di SmackDown del 14 aprile hanno preso parte ad un torneo per decretare gli sfidanti al WWE Tag Team Championship, detenuto dal New Day, dove sono stati sconfitti ed eliminati ai quarti di finale da Enzo Amore e Colin Cassady. A maggio Konnor è stato sospeso per la sua prima violazione del Wellness Program e Viktor ha preso parte, nella puntata di Raw del 2 maggio, ad una Battle Royal per determinare il contendente nº1 allo United States Championship, detenuto da Kalisto, ma è stato eliminato. Nella puntata di Raw dell'11 luglio gli Ascension hanno partecipato ad una Battle Royal per determinare il contendente nº1 all'Intercontinental Championship, detenuto da The Miz, ma sono stati entrambi eliminati.

#### Opportunità titolate (2016–2017)
Con la Draft Lottery avvenuta nella puntata di SmackDown del 19 luglio, gli Ascension sono stati trasferiti nel roster di SmackDown. Nella puntata di SmackDown del 26 luglio gli Ascension hanno partecipato ad una Battle Royal per determinare uno dei sei sfidanti del Six-Pack Challenge match per determinare il contendente nº1 al WWE World Championship di Dean Ambrose ma sono stati eliminati. Nella puntata di SmackDown del 16 agosto gli Ascension, i Breezango (Tyler Breeze e Fandango) e i Vaudevillains (Aiden English e Simon Gotch) sono stati sconfitti dagli American Alpha (Chad Gable e Jason Jordan), gli Hype Bros (Mojo Rawley e Zack Ryder) e gli Usos (Jimmy e Jey Uso) in un 12-Man Tag Team match. La scena si è ripetuta nel Kick-off di SummerSlam quando gli Usos, gli Hype Bros e gli American Alpha hanno sconfitto i Breezango, gli Ascension e i Vaudevillains in un altro 12-Man Tag Team match. Nella puntata di SmackDown del 23 agosto è stato annunciato il WWE SmackDown Tag Team Championship e, per questo motivo, è stato indetto un torneo per decretare i due team che si affronteranno l'11 settembre a Backlash. Quella stessa sera gli Ascension hanno affrontato gli Usos ma sono stati sconfitti ed eliminati. Nella puntata di SmackDown del 13 settembre gli Ascension hanno avuto l'opportunità di conquistare il WWE SmackDown Tag Team Championship affrontando i nuovi campioni Heath Slater e Rhyno ma sono stati sconfitti. Nella puntata di SmackDown del 27 settembre gli Ascension e gli Usos hanno sconfitto Heath Slater, Rhyno e gli American Alpha. Nella puntata di Main Event gli Ascension sono stati nuovamente sconfitti da Heath Slater e Rhyno in un match non titolato. Il 9 ottobre nel Kick-off di No Mercy gli Ascension e i Vaudevillains sono stati sconfitti dagli Hype Bros e gli American Alpha. Nella puntata di Main Event del 20 ottobre gli Ascension sono stati sconfitti dagli American Alpha. Nella puntata di SmackDown del 25 ottobre gli Ascension sono stati sconfitti dagli Hype Bros in un Survivor Series Qualyfing match. Più tardi, quella stessa sera, gli Ascension, la Spirit Squad (Kenny e Mikey), gli Headbangers (Mosh e Trasher) e i Vaudevillains sono stati sconfitti dagli American Alpha, Heath Slater e Rhyno, gli Usos e i Breezango in un 16-man Tag Team match. Nella puntata di Main Event dell'11 novembre Jordan ha sconfitto Viktor. Nella puntata di SmackDown del 22 novembre gli Ascension hanno partecipato ad un Tag Team Turmoil match per decretare i contendenti n°1 al WWE SmackDown Tag Team Championship di Heath Slater e Rhyno ma sono stati eliminati per primi dagli American Alpha. Il 4 dicembre, nel Kick-off di TLC: Tables, Ladders & Chairs, gli Ascension, i Vaudevillains e Curt Hawkins sono stati sconfitti dagli American Alpha, gli Hype Bros e Apollo Crews. Nella puntata di SmackDown del 6 dicembre gli Ascension sono stati sconfitti dagli Hype Bros. Nella puntata di SmackDown del 13 dicembre gli Ascension hanno partecipato ad una Battle royal che comprendeva anche gli American Alpha, i Breezango, Heath Slater e Rhyno, gli Hype Bros e i Vaudevillains ma sono stati eliminati, mentre gli Hype Bros si sono aggiudicati la contesa, diventando i contendenti n°1 al WWE SmackDown Tag Team Championship. Konnor è stato uno degli ultimi a rimanere sul ring, arrivando quasi ad un passo dalla vittoria, ma è stato eliminato da Zack Ryder che si è aggiudicato la contesa e la vittoria per il suo team. Nella puntata di SmackDown del 24 gennaio 2017 gli Ascension hanno partecipato ad una Battle Royal per guadagnare un posto nel Royal Rumble match del 2017 ma sono stati eliminati da Heath Slater e Mojo Rawley. Nella puntata di SmackDown del 7 febbraio gli Ascension, gli Usos e i Vaudevillains hanno sconfitto gli American Alpha, i Breezango e Heath Slater e Rhyno. Il 12 febbraio, ad Elimination Chamber, gli Ascension hanno partecipato ad un Tag Team Turmoil match per il WWE SmackDown Tag Team Championship ma sono stati eliminati dagli American Alpha. Nella puntata di SmackDown del 14 febbraio gli Ascension sono stati sconfitti dagli American Alpha. Il 2 aprile, nel Kick-off di WrestleMania 33, gli Ascension hanno partecipato all'annuale André the Giant Memorial Battle Royal ma sono stati eliminati da Big Show e Braun Strowman. Nella puntata di SmackDown del 25 aprile gli Ascension sono stati sconfitti dai Breezango in un Beat the Clock Challenge match per determinare i contendenti n°1 al WWE SmackDown Tag Team Championship degli Usos. Nella puntata di SmackDown del 9 maggio gli Ascension sono stati sconfitti dai Breezango. Il 18 giugno, a Money in the Bank, gli Ascension sono stati sconfitti dai Breezango.

#### The Fashion Files (2017–2018)
Successivamente, gli Ascension hanno iniziato ad apparire molto frequentemente durante la rubrica "The Fashion Files"' dei Breezango (Tyler Breeze e Fandango). Nella puntata di SmackDown del 4 luglio gli Ascension hanno partecipato all'Indipendence Day Battle Royal per determinare il contendente n°1 allo United States Championship di Kevin Owens ma sono stati eliminati. Nella puntata di SmackDown del 29 agosto gli Ascension sono stati sconfitti da Chad Gable e Shelton Benjamin. Nella puntata di SmackDown del 10 ottobre gli Ascension hanno partecipato ad un Fatal 4-Way match che comprendeva anche i Breezango, Chad Gable e Shelton Benjamin e gli Hype Bros (Mojo Rawley e Zack Ryder) per determinare i contendenti n°1 al WWE SmackDown Tag Team Championship degli Usos (Jimmy Uso e Jey Uso) ma il match è stato vinto da Benjamin e Gable. In seguito, durante i "Fashion Files", gli Ascension hanno effettuato un turn face, alleandosi con i Breezango. Nella puntata di SmackDown del 9 gennaio 2018 gli Ascension sono stati sconfitti dai Bludgeon Brothers (Harper e Rowan). Nella puntata di SmackDown del 6 febbraio gli Ascension sono stati sconfitti da Chad Gable e Shelton Benjamin. L'8 aprile, nel Kick-off di WrestleMania 34, Viktor ha partecipato all'annuale André the Giant Memorial Battle Royal ma è stato eliminato da Rhyno. Con lo Shake-Up del 16 aprile gli Ascensiono sono passati al roster di Raw.

#### Raw(2018–2019)
Con lo Shake-up del 16 aprile gli Ascension sono passati al roster di Raw. Nella puntata di Raw del 23 aprile gli Ascension sono stati sconfitti da Bray Wyatt e Matt Hardy. Il 27 aprile, a Greatest Royal Rumble, Viktor ha partecipato al Royal Rumble match a 50 uomini entrando col numero 8 ma è stato eliminato da Daniel Bryan. Nella puntata di Raw del 28 maggio gli Ascension sono stati sconfitti nuovamente dai WWE Raw Tag Team Champions Bray Wyatt e Matt Hardy in un match non titolato. Nella puntata di Raw del 4 giugno gli Ascension hanno partecipato ad una Tag Team Battle Royal per determinare i contendenti n°1 al WWE Raw Tag Team Championship di Bray Wyatt e Matt Hardy ma sono stati eliminati dai Breezango (Tyler Breeze e Fandango). Nella puntata di Main Event del 13 giugno gli Ascension sono stati sconfitti dal Titus Worldwide (Apollo Crews e Titus O'Neil). Nella puntata di Main Event del 27 giugno gli Ascension e Curt Hawkins sono stati sconfitti da Bobby Roode e i Breezango. Nella puntata di Raw del 16 luglio gli Ascension sono stati sconfitti dai WWE Raw Tag Team Champions del B-Team (Bo Dallas e Curtis Axel).
L'8 dicembre 2019 la WWE ha annunciato il licenziamento degli Ascension.

## Personaggio

### Mosse finali
- Canadian Lifter / Psycho Crusher (Flying European uppercut) – 2013
- Diving knee strike – 2017–presente
- Double underhook powerbomb – 2012; 2015–presente
- Fade to Black (Crucifix hold dropped into a piledriver) – Circuito indipendente

### Soprannomi
- "The Scalpel"

### Manager
- Sofia Cortez

### Musiche d'ingresso
- Hell's Army di Neal Acree e Robert Anthony Navarro FCW/NXT; 2012)
- Let Battle Commence di Daniel Nielsen (FCW/NXT; 2011–2014; usata come membro degli Ascension)
- Rebellion dei CFO$ (NXT/WWE; 2014–2019; usata come membro degli Ascension)
- Written in the Stars di Jim Johnston (WWE; 2015–3 aprile 2016; usata come membro dei Cosmic Wasteland)

## Titoli e riconoscimenti
- Florida Championship Wrestling
  - FCW Florida Heavyweight Championship (2)
  - FCW Florida Tag Team Championship (1) – con Brad Maddox
- Ohio Valley Wrestling
  - OVW Heavyweight Championship (2)
  - OVW Southern Tag Team Championship (1) – con Vaughn Lilas
- Prairie Wrestling Alliance
  - PWA Heavyweight Championship (1)
  - PWA Mayhem Championship (1)
- Pro Wrestling Illustrated
  - 128º tra i 500 migliori wrestler singoli nella PWI 500 (2014)[3]
- Rolling Stone
  - Gamesmanship of the Year (2017) – con Konnor
- Stampede Wrestling
  - Stampede North American Heavyweight Championship (2)
  - Stampede Wrestling International Tag Team Championship (2) – con Dave Swift (1) e David Hart Smith (1)
- WWE
  - NXT Tag Team Championship (1) – con Konnor